# Чемпионат Европы по шорт-треку 2025
28-й Чемпионат Европы по шорт-треку 2025 состоялся с 17 по 19 января 2025 года в Дрездене на ледовой арене «Joynext Arena», Германия. В соревнованиях приняли участие 149 спортсменов из 25 Европейских стран.
Из-за российского вторжения на Украину команды России и Беларуси не будут допущены к соревнованиям.
Дрезден принял четвёртый чемпионат Европы по шорт-треку, до этого эти соревнования в немецком городе проходили в 2010, 2014, 2018 годах. Ещё один чемпионат Европы в Германии был в 1999 году в Оберсдорфе.

## Медальный зачёт
*   Принимающая страна (Германия)
| Место          | Страна         | Золото | Серебро | Бронза | Всего |
| -------------- | -------------- | ------ | ------- | ------ | ----- |
| 1              | Италия         | 4      | 3       | 4      | 11    |
| 2              | Нидерланды     | 3      | 3       | 0      | 6     |
| 3              | Венгрия        | 1      | 2       | 0      | 3     |
| 4              | Франция        | 1      | 0       | 1      | 2     |
| 5              | Польша         | 0      | 1       | 2      | 3     |
| 6              | Бельгия        | 0      | 1       | 1      | 2     |
| Всего стран: 6 | Всего стран: 6 | 9      | 10      | 8      | 27    |

## Медалисты

### Мужчины
Призёры по результатам соревнований:
| Событие         | Золото                                                                                             | Золото   | Серебро                                                                                   | Серебро  | Бронза                                                               | Бронза          |
| --------------- | -------------------------------------------------------------------------------------------------- | -------- | ----------------------------------------------------------------------------------------- | -------- | -------------------------------------------------------------------- | --------------- |
| 500 м           | Йенс Ван ’т Ваут Нидерланды                                                                        | 40.642   | Пьетро Сигель Италия                                                                      | 41.245   | Кантен Феркок Франция                                                | 41.310          |
| 1000 м          | Пьетро Сигель Италия                                                                               | 1:23.788 | Йенс Ван ’т Ваут Нидерланды                                                               | 1:23.797 | Лука Спекенхаузер Италия                                             | 1:24.121        |
| 1500 м          | Йенс Ван ’т Ваут Нидерланды                                                                        | 2:14.434 | Стейн Десмет Бельгия Свен Рус Нидерланды                                                  | 2:14.492 | Не присуждалась                                                      | Не присуждалась |
| Эстафета 5000 м | Италия · Томаз Надалини · Лоренцо Превитали · Пьетро Сигель · Лука Спекенхаузер · Маттиа Антониоли | 6:47.181 | Польша · Лукаш Кучиньский · Михал Невиньский · Диан Селлье · Нейтан Томас · Павел Адамски | 6:47.253 | Бельгия · Стейн Десмет · Варре Нуарон · Уорд Петре · Варре Ван Дамме | 6:48.712        |

### Женщины
Призёры по результатам соревнований:
| Событие         | Золото                                                                                       | Золото   | Серебро                                                                                  | Серебро  | Бронза                                                                                 | Бронза   |
| --------------- | -------------------------------------------------------------------------------------------- | -------- | ---------------------------------------------------------------------------------------- | -------- | -------------------------------------------------------------------------------------- | -------- |
| 500 м           | Петра Ясапати Венгрия                                                                        | 43.087   | Арианна Сигель Италия                                                                    | 43.236   | Кьяра Бетти Италия                                                                     | 43.345   |
| 1000 м          | Арианна Фонтана Италия                                                                       | 1:32.567 | Петра Ясапати Венгрия                                                                    | 1:32.887 | Элиза Конфортола Италия                                                                | 1:42.652 |
| 1500 м          | Ксандра Велзебур Нидерланды                                                                  | 2:38.364 | Глория Иориатти Италия                                                                   | 2:38.451 | Элиза Конфортола Италия                                                                | 2:38.529 |
| Эстафета 3000 м | Италия · Кьяра Бетти · Элиза Конфортола · Арианна Фонтана · Глория Иориатти · Арианна Сигель | 4:11.703 | Венгрия · Шара Бачкаи · Петра Ясапати · Жофия Конья · Майя Сомоди · Ребека Силицеи-Немет | 4:12.324 | Польша · Наталия Малишевская · Никола Мазур · Камила Стормовская · Габриэла Топольская | 4:17.021 |

### Смешанная эстафета
| Event           | Золото                                                                                           | Золото   | Серебро                                                                                                   | Серебро  | Бронза | Бронза   |
| --------------- | ------------------------------------------------------------------------------------------------ | -------- | --- | -------- | --- | -------- |
| Эстафета 2000 м | Франция · Этьен Бастье · Кантен Феркок · Орели Левек · Хлоэ Оливье · Доде Гвендолин · Таван Тома | 2:40.460 | Нидерланды · Тён Бур · Зои Дельтрап · Йенс Ван ’т Ваут · Михелле Велзебур · Шинки Кнегт · Диде Ван Орсхот | 2:48.607 | Польша · Наталия Малишевская · Михал Невиньский · Диан Селлье · Камила Стормовская · Лукаш Кучиньский · Никола Мазур | 2:54.651 |